# Висмар

Висмар и Висмарский залив

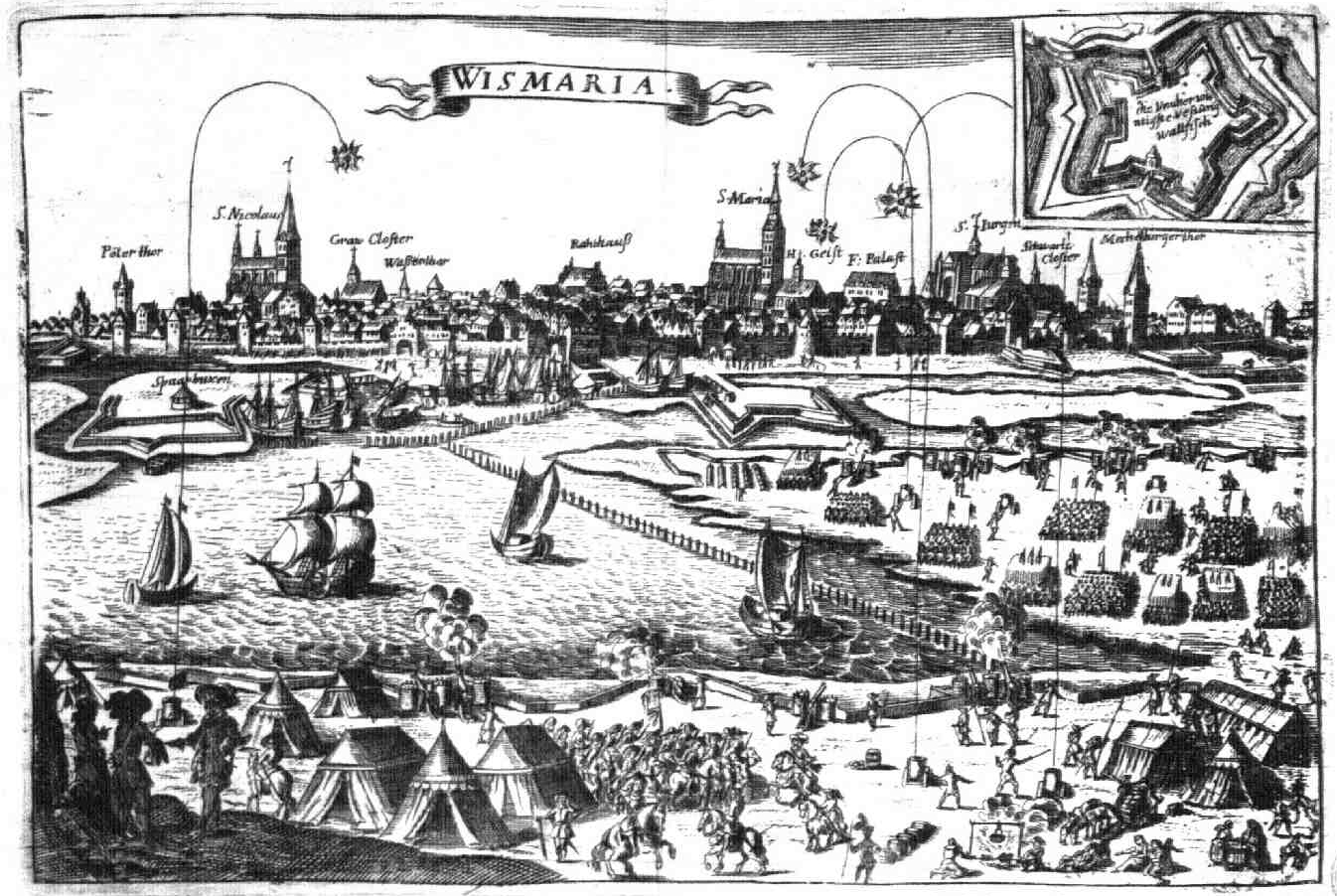
Осада Висмара датчанами, 1675 год.

Ви́смар (нем. Wismar [ˈvɪsmaʁ], н.-нем. Wismer) — город-порт в современной Германии (ФРГ), в федеральной земле — государстве Мекленбург-Передняя Померания. Находится на берегу Висмарского залива Мекленбургской бухты Балтийского моря.
Город входит в состав района Северо-Западный Мекленбург. Как один из первых и наиболее благополучных городов Ганзы гордится историческим центром с особняками и храмами в стиле кирпичной готики, состоящим под охраной ЮНЕСКО. Занимает площадь 41,36 км². Численность населения, по оценке на 31 декабря 2013 года, составляет 42 219 человек. Официальный код — 13 0 06 000.

## История
Висмар возник как поселение полабских славян, вероятно, с названием Вишемир. В I половине XIII века получил права города. Для охраны от морских разбойников в 1259 году был заключён союз с Ростоком и Любеком, из которого выросла Ганза. В Средние века Висмар специализировался на торговле сельдью и пивом, кроме того, здесь изготавливали сукно. Вопросы, касающиеся Ганзейского союза, решались на общих собраниях жителей.
Висмар до сих пор сохранил такие реликты прежних свободных городов, как право иметь свой флаг. С 1257 года по 1358 год город служил резиденцией князей Мекленбурга. Чёрная смерть 1376 года выкосила в нём значительную часть населения. Как и другие города Ганзы, Висмар стал терять былое значение после открытия Америки, когда торговые пути сместились в Атлантику.
Хозяйственный упадок довершила Тридцатилетняя война. По Вестфальскому миру 1648 года Висмар вошёл в состав Шведской Померании и превратился в крупнейшую крепость шведов на южном берегу Балтики.
В 1803 году Швеция заложила город герцогам Мекленбурга за 1 258 000 рейхсталеров, сохранив за собой право вернуть его через 100 лет. Хотя позже Висмар де-факто вошёл в состав Германской империи, шведские власти не признавали утрату прав на него до 1903 года.
Город, в котором находились заводы авиационной фирмы «Дорнье», сильно пострадал от бомбардировок союзников во Вторую мировую войну. В годы ГДР Висмар рассматривался как вторая по значимости (после Ростока) морская гавань государства рабочих и крестьян. В частности, через его порт транспортировались калийные удобрения.
Исторические центры Висмара и соседнего Штральзунда в 2002 году были поставлены под охрану ЮНЕСКО как мировое культурное наследие.
С 1 июля 2011 года город входит в состав района Северо-Западный Мекленбург. До этого обладал статусом города земельного подчинения.

### Администрация
- 1919-1929: Ганс Расп (1877-1957, СДПГ)
- 1929-1933: Генрих Брехлинг (1897-1959, СДПГ)
- 1933-1945: Альфред Плойгер (НСДАП)
- Май 1945-июнь 1945: Генрих фон Бил (независимый)
- Июнь 1945-август 1945: Хайнц Адольф Янерт (1897-1973) (независимый)
- Август 1945-1945: Карл Кеушер (КПД)
- Сентябрь 1945 г. – 1945: август Вильке (КПД)
- Декабрь 1945 – декабрь 1950: Герберт Сэверин (1906-1987) (СДПГ/СЕПГ)
- Январь 1951-июнь 1952 Эрхард Хольвегер (1911-1976) (СЕПГ)
- Август 1953-июнь 1957: Герберт Кольм (СЕПГ)
- Июль 1957-апрель 1969: Герберт Фигерт (СЕПГ)
- Апрель 1969-ноябрь 1989: Гюнтер лунов (СЕПГ)
- Ноябрь 1989-май 1990: Вольфрам Флемминг (СЕПГ)
- 1990-2010: Розмари Уилкен (род. 1947) (СДПГ)
- с июля 2010 года: Томас Бейер (родился в 1960 году) (СДПГ)[3]

## Достопримечательности
Сердце Висмара — Рыночная площадь. Среди позднейшей застройки выделяется кирпичный «Старый швед» 1380 г. Своё название этот средневековый дом получил лишь в 1878 году, когда в нём была открыта гостиница с этим названием.
Посредине площади в 1602 году по чертежам Филиппа Брандина был выстроен 12-гранный павильон в стиле голландского ренессанса. Павильон, называемый Wasserkunst, до 1897 года служил в роли раздаточного пункта, из которого снабжались водой 220 жилых и 16 общественных зданий.
Висмарская церковь Девы Марии до войны принадлежала к числу самых крупных северогерманских церквей в стиле кирпичной готики. Её архитектор, Иоганн Грот, взял за образец трёхнефную базилику церкви Марии в Любеке. В апреле 1945 во время бомбардировки основное здание было сильно повреждено. Руины были окончательно взорваны в 1960 году. От церкви осталась лишь высокая башня (81 м), на которой висят 9 колоколов XVI—XVII веков. Здесь же в 1647 году установлены часы с циферблатом размером 5×5 м, которые четыре раза в день исполняют один из 20 хоралов.
Сохранившаяся церковь Св. Николая строилась в 1381—1487 гг. по образцу церкви Марии как трёхнефная базилика. Средний неф имеет высоту 37 м, что делает его четвёртым по высоте в средневековой Германии.

## Экономика
Nordic Yards Wismar - это судостроительная компания, расположенная в Висмаре, и судостроение существует на этом объекте с 1946 года.

## Города-побратимы
Официальными городами-побратимами являются:
- Кеми (фин. Kemi), Финляндия (с 1959 г.)
- Кале (фр. Calais), Франция (с 1971 г.)
- Кальмар (швед. Kalmar), Швеция (с 2002 г.)
- Любек (нем. Lübeck), Германия (с 1987 г.)
- Ольборг (дат. Aalborg), Дания (с 1963 г.)
- Поградец (тур. Pogradec), Албания

Поддерживаются также партнёрские отношения с Халденом из Норвегии.

## Галерея

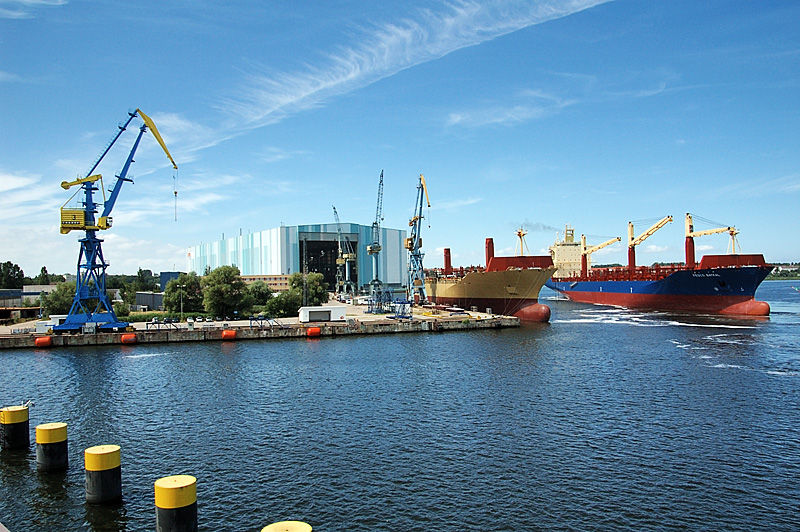
Судоверфь Nordic Yards Wismar
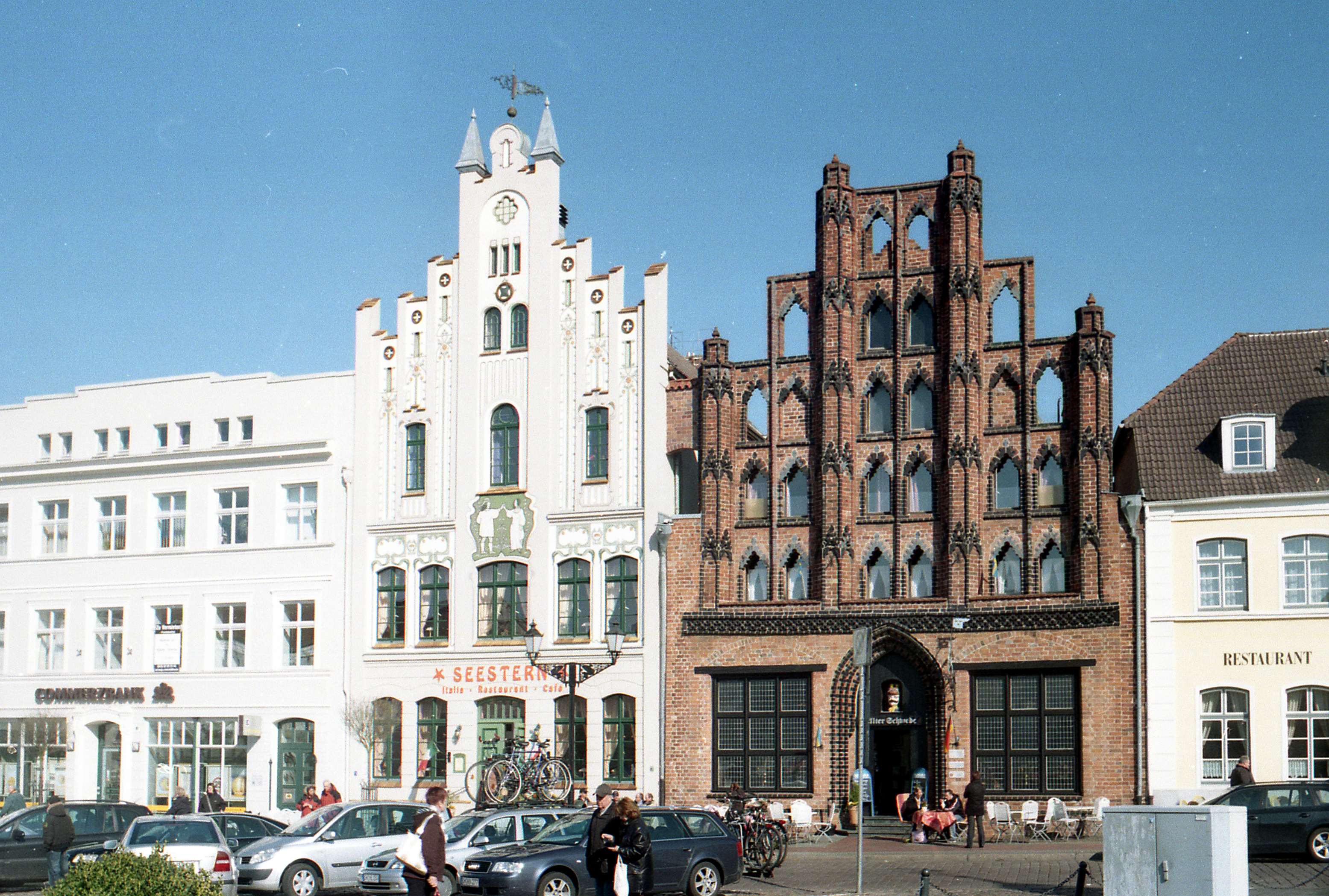
«Старый швед»
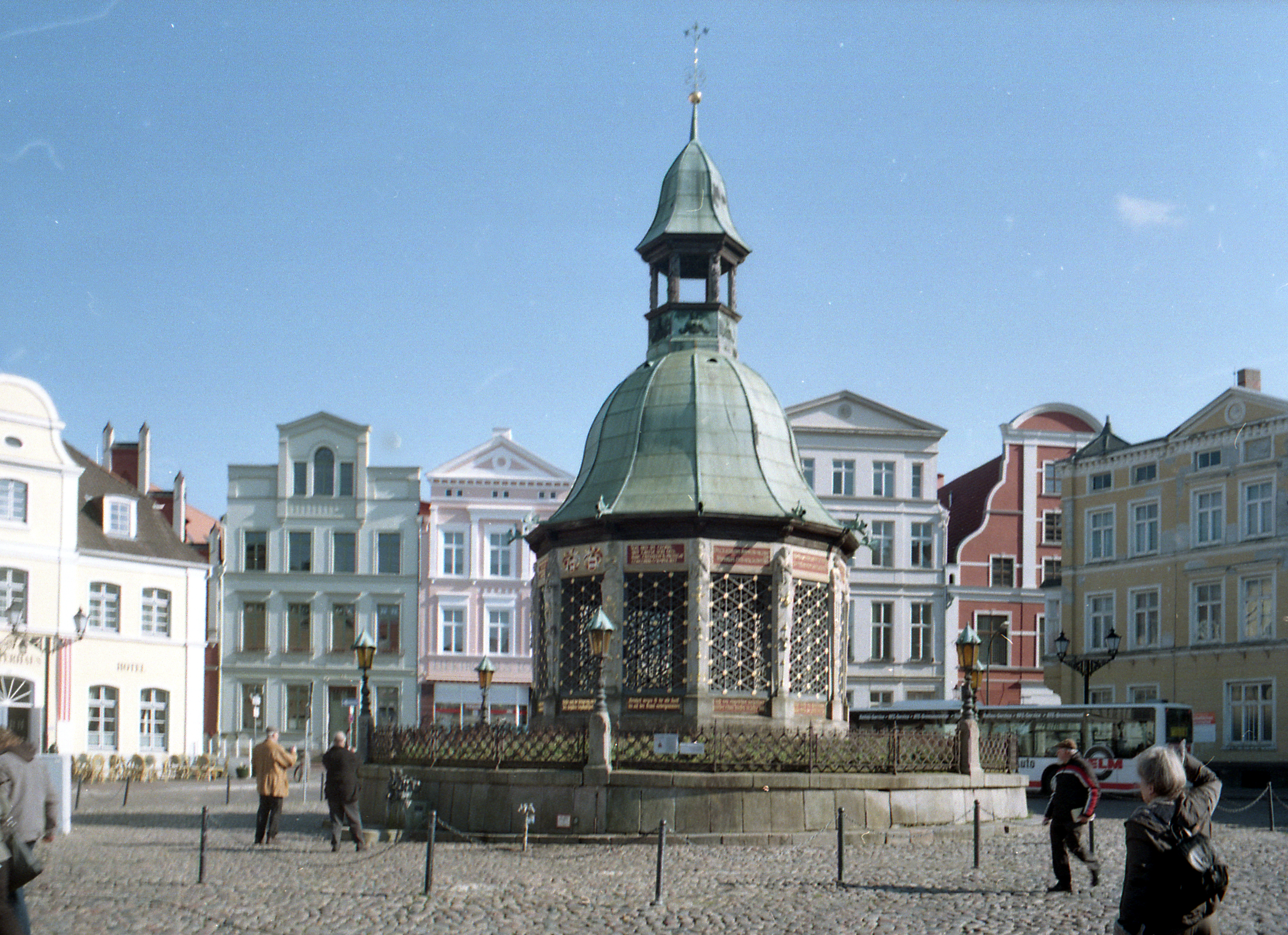
Павильон для раздачи воды
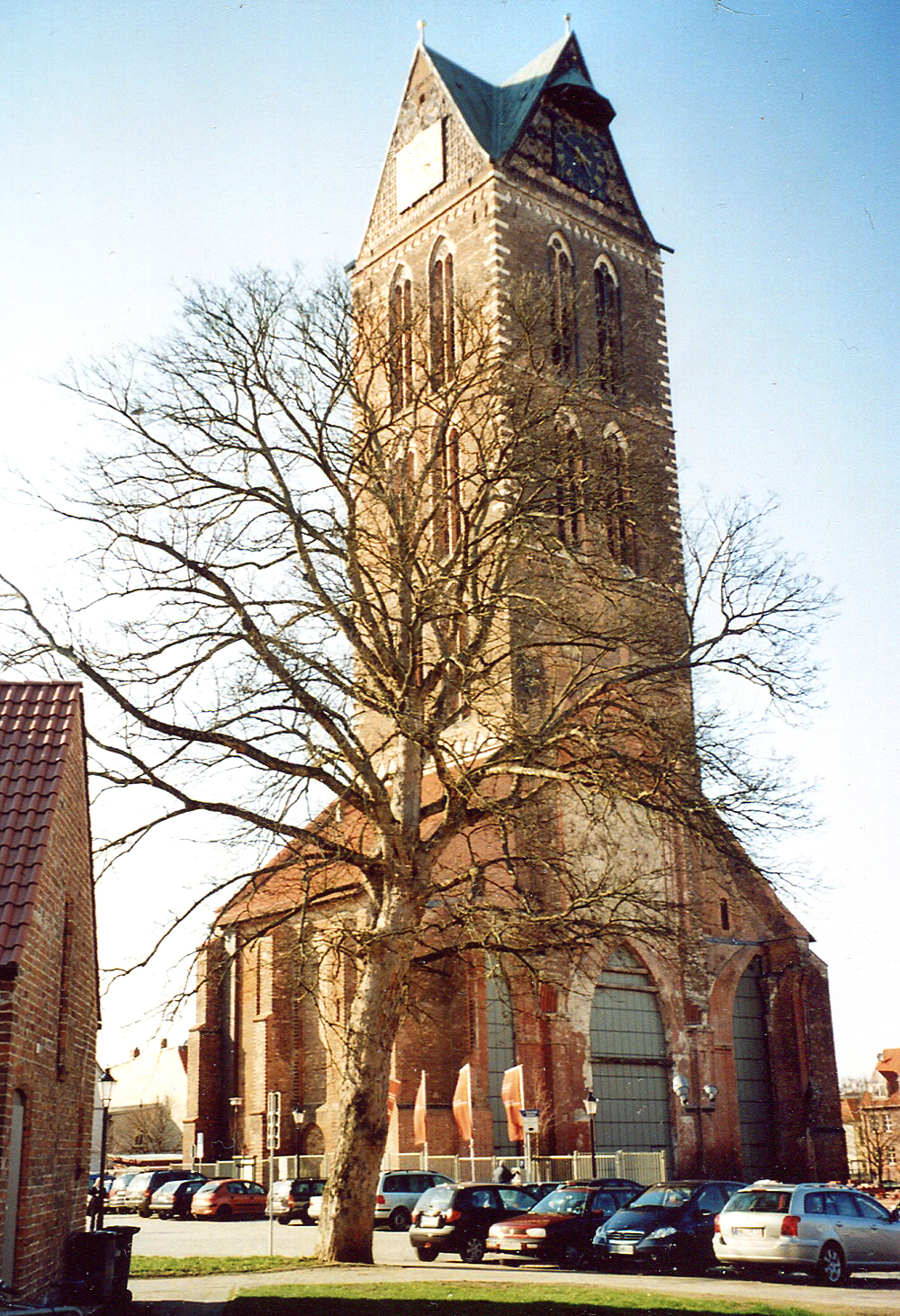
Церковь Девы Марии
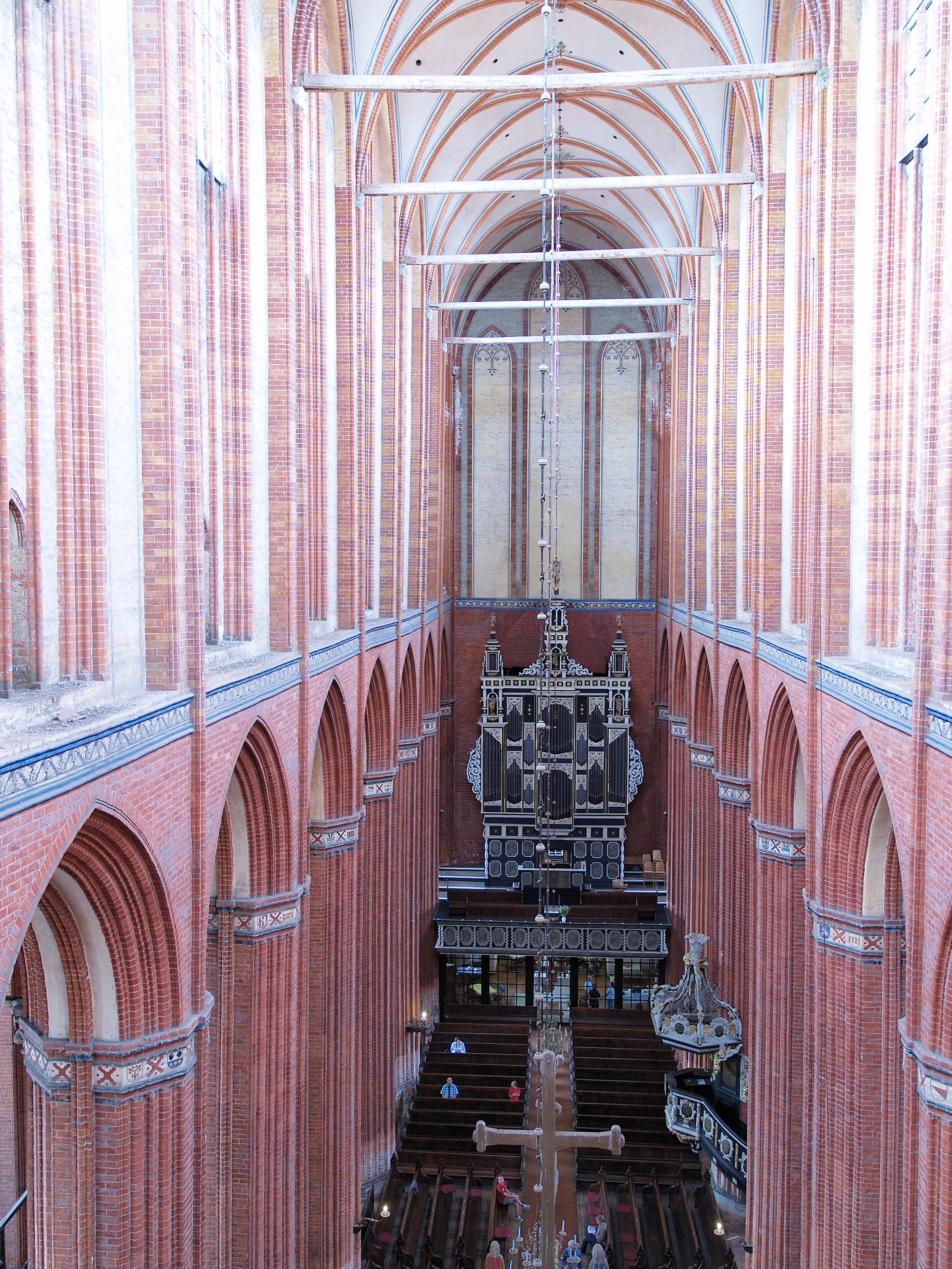
Интерьер Николайкирхе